# Gladac
Gladac  (lat. Laserpitium), rod dvogodišnjeg raslinja i trajnica iz porodice štitarki, dio podtribusa Daucinae. Pripada mu 8 vrsta rasprostranjenih uglavnom po Europi, od kojih neke i u Hrvatskoj, to je Krapfijev gladac, širokolisni gladac, i točilarski gladac.
Gorski gladac (L. siler) i veliki gladac (L. archangelica) pripadaju rodu timoj (Laser), a pruski gladac (L. prutenicum) rodu Silphiodaucus.

## Vrste
1. Laserpitium emilianum Emb., status nepotvrđen. Maroko
2. Laserpitium gallicum L.
3. Laserpitium halleri Crantz
4. Laserpitium krapffii Crantz
5. Laserpitium latifolium L.
6. Laserpitium longiradium Boiss.
7. Laserpitium nitidum Zanted.
8. Laserpitium peucedanoides L.